# Martin Gjakonovski

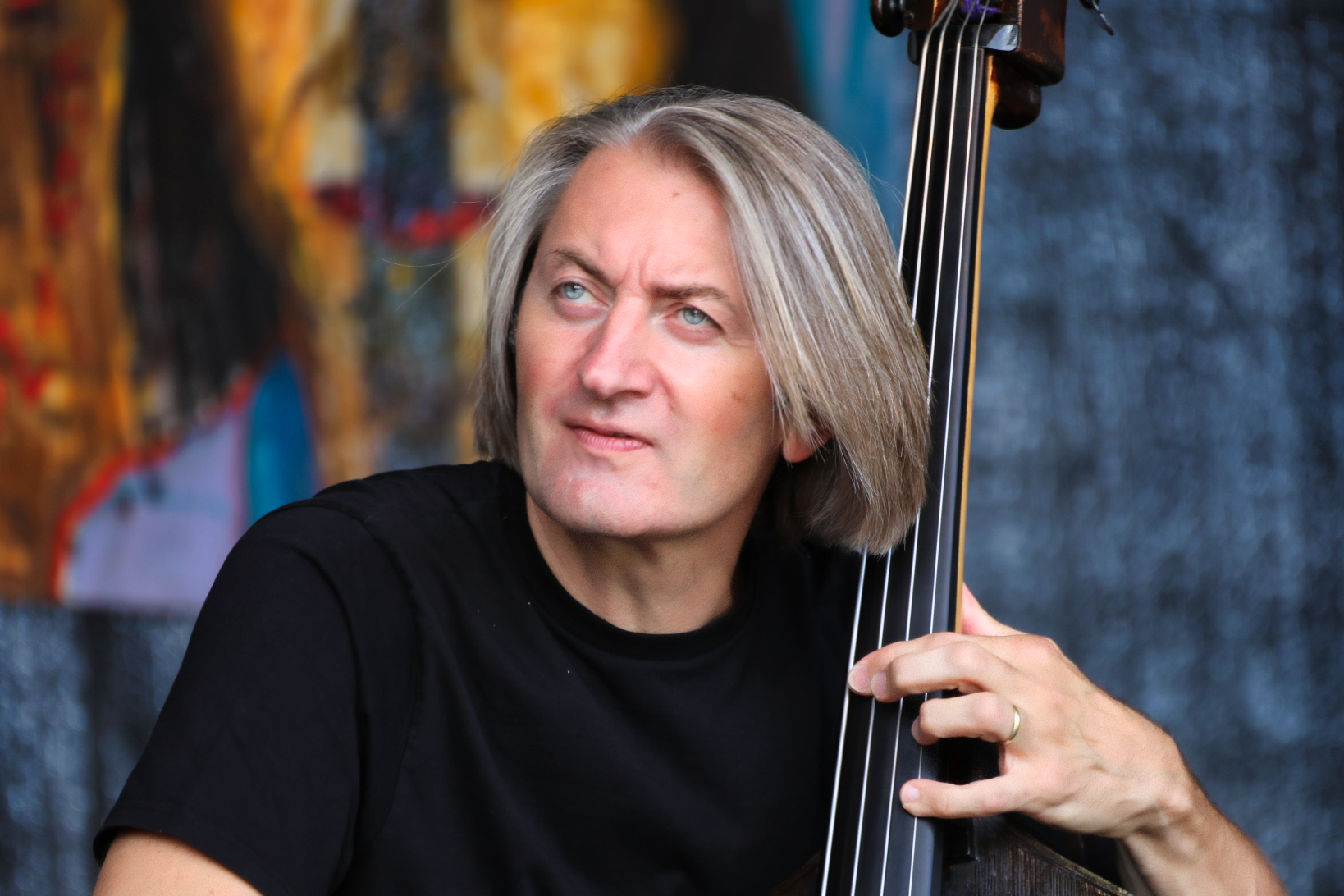
Martin Gjakonovski auf dem INNtöne Jazzfestival 2021

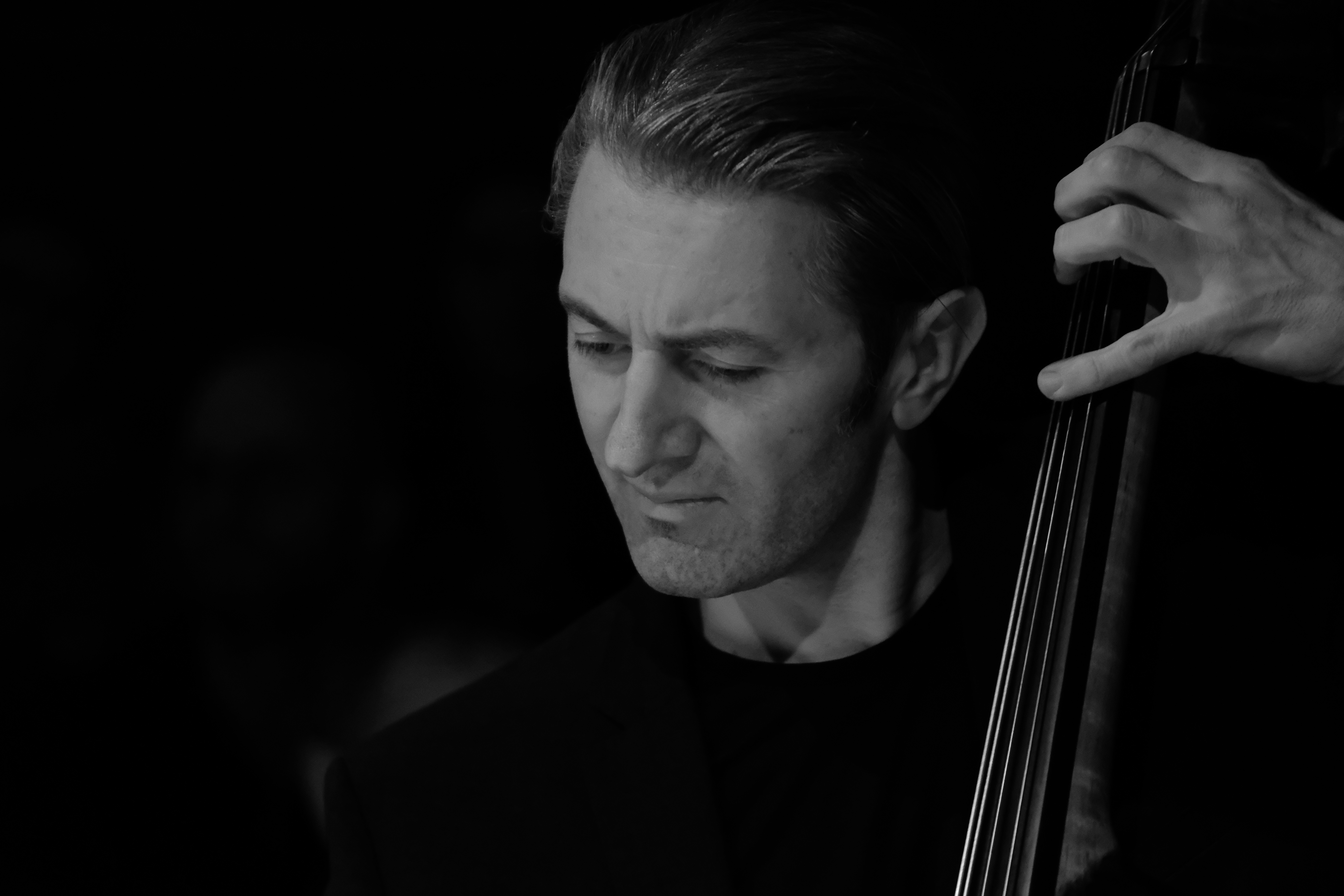
Martin Gjakonovski (2017)

Martin Gjakonovski (mazedonisch Мартин Ѓаконовски; * 1970 in Skopje, Mazedonien) ist ein in Deutschland lebender Jazz-Bassist mazedonischer Herkunft. Er gilt als einer der profiliertesten Jazzbassisten Europas.

## Leben und Wirken
Gjakonovski stammt aus einer Musikerfamilie; seine Mutter ist diplomierte Geigerin und Sängerin des Jazz-Vokal-Quartetts „IMPULSI“, Marija Gjakonovska; sein Vater, der Komponist, Arrangeur und Dirigent Dragan Gjakonovski-Špato gründete und leitete die Radio-Bigband von RTV-Skopje, Mazedonien. Gjakonovski lernte ab dem sechsten Lebensjahr Geige und wechselte mit 14 Jahren zum Kontrabass. 1991 kam er nach Deutschland, um an der Hochschule für Musik Köln bei Rainer Linke und Dieter Manderscheid zu studieren. Zudem besuchte er Meisterkurse bei Reggie Workman, Arild Andersen, John Clayton, Mike Richmond und Eddie Gomez.
Gjakonovski arbeitete fast immer gleichzeitig mit 20–30 verschiedene Bands, spielte deren Musik und nahm mit vielen dieser Bands eine oder mehrere CDs auf, mittlerweile ist er auf ca. 200 Alben zu hören. Sein wichtigster Mentor und Bandleader, mit dem Gjakonovski schon mit 24 Jahren die erste von 13 CDs einspielte, ist der 2023 im Alter von 91 Jahren verstorbene Dusko Goykovich. Die Liste der Musiker aus Europa und U.S.A., die Gjakonovski begleitet hat, ist sehr lang, hier sind ein paar Namen:
Paul Kuhn Trio, Antonio Farao Trio mit Gäste Bob Berg, Joe Lovano, Sonny Fortune, Benny Golson oder Chico Freeman, ZZ Quartet (mit Ratko Zjača, Simone Zanchini, Adam Nussbaum), Project Them mit Mark Sherman, Bob Franceschini und Adam Nussbaum, Paul Heller/Jasper van’t Hof Quartet, Lynne Arriale Trio, Frankfurt Jazz Trio, WDR Big-Band mit Jeff Hamilton/John Clayton, Denis Gäbel Quartett, Masha Bijlsma Group, Nicolas Simion Group, Urban Wedding Band, Bojan Z Expatriots, Elmar Brass Trio, Anke Helfrich Trio, Olivia Trummer Quartett, Vasil Hadzimanov Trio, Tony Lakatos Quartett, Johannes Mössinger Quartett, Peter Protschka/Rick Margitza Quintett, Andreas Feith „Surviving Flower“ Quartet, Martin Sasse Trio mit Gerd Dudek.